# 大貫信夫
大貫 信夫（おおぬき のぶお）は日本のアニメーター、演出家。
『タイムパトロール隊オタスケマン』に登場した大貫係官や『ヤットデタマン』に登場したトンテンカン・テヌキのモデルにもなった。

## 参加作品

### テレビアニメ
- 海のトリトン（絵コンテ）[1]
- 宇宙の騎士テッカマン（演出）
- キューティハニー（演出）
- グレートマジンガー（演出）
- タイムボカンシリーズ
  - タイムボカン（演出）
  - ヤッターマン（演出、作画監督）
  - ゼンダマン（ディレクター、演出）
  - タイムパトロール隊オタスケマン（ディレクター、演出、作画監督）
- 忍者ハットリくん（演出）
- 風船少女テンプルちゃん（演出、作画監督）
- ふしぎなメルモ（演出）
- ピュア島の仲間たち（チーフディレクター、絵コンテ）
- 魔女っ子メグちゃん（演出）[1]
- マジンガーZ（演出）
- 魔法使いチャッピー（演出）
- まんがこども文庫（演出、作画）
- まんが偉人物語（演出）
- まんが日本昔ばなし（演出、作画）
- 鋼鉄ジーグ（作画）
- 名犬ジョリィ（演出）
- モンシェリCoCo（演出）[1]
- リボンの騎士（デザイナーディレクター）
- W3（演出、作画）[2]

### 劇場版
- ゼンダマン ピラミッドの謎の箱だよ!ゼンダマン（監督）[1]
- タイムパトロール隊オタスケマン アターシャの結婚披露宴!?（演出）[3]
- テクノポリス21C（演出）[4][1]
- 展覧会の絵（演出）[1]

### その他

#### 書籍挿絵
- ちえくらべ教室 : 学年別クイズ百科 3年生（清水驍 編、大貫信夫 絵、偕成社、1970年）[5]
- 宇宙旅行・SFのなぞ（岸本康・福島正実 共著、竹内均 等編、大貫信夫 絵、偕成社、1970年）[6]
- アンデルセン絵どうわ（土家由岐雄 文、大貫信夫・伊藤主計 絵、偕成社、1970年）[7]